# Mokwyn (Riwne)
Mokwyn (ukrainisch Моквин; russisch Моквин/Mokwin, polnisch Mokwin) ist ein Dorf in der westukrainischen Oblast Riwne mit etwa 2400 Einwohnern. Es liegt am Fluss Slutsch, etwa 7 Kilometer südöstlich der ehemaligen Rajonshauptstadt Beresne und 54 Kilometer nordöstlich Oblasthauptstadt Riwne.

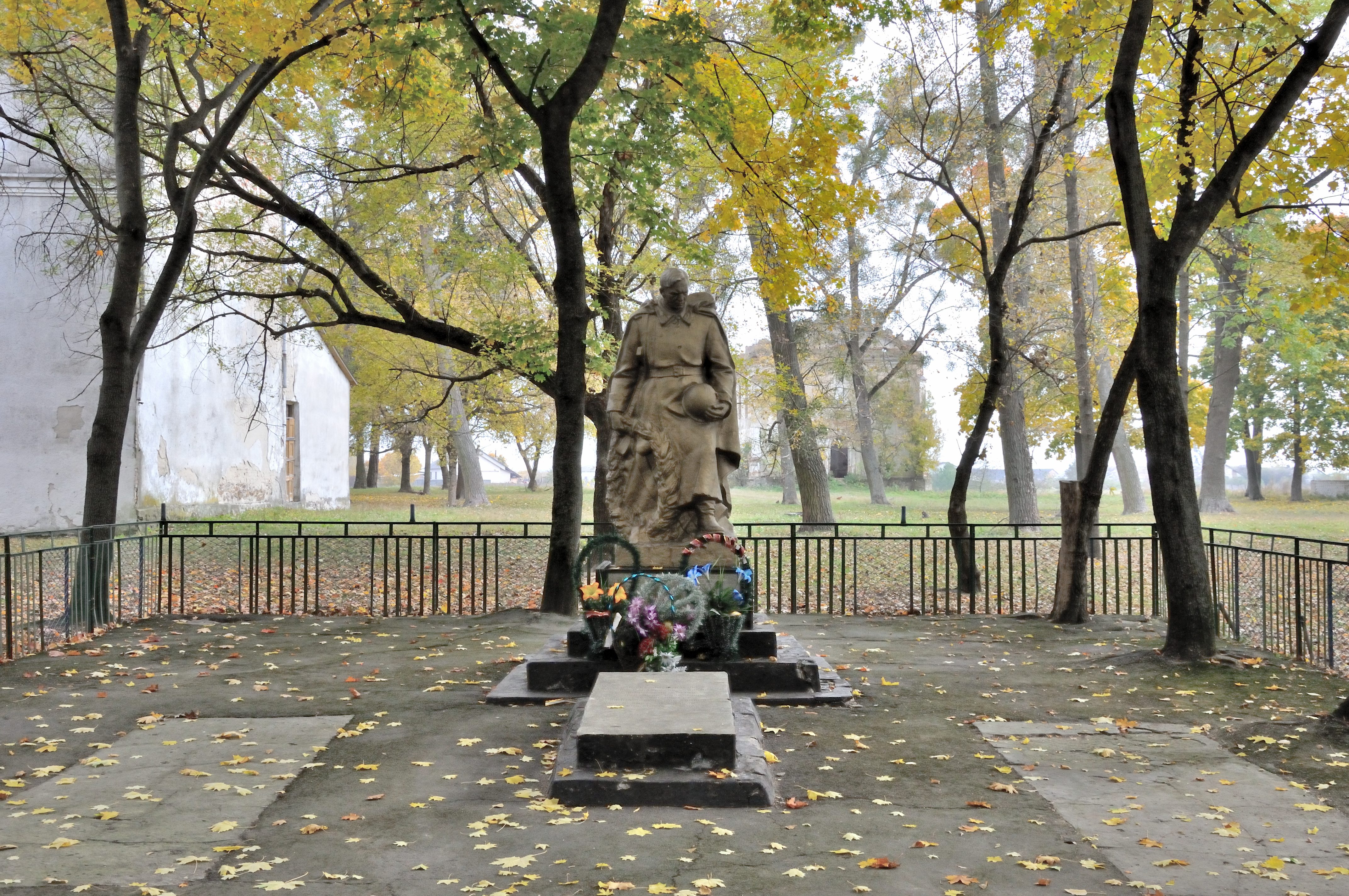
Denkmal im Ort

Am 12. Juni 2020 wurde das Dorf ein Teil neu gegründeten Stadtgemeinde Beresne im Rajon Beresne; bis dahin bildete es zusammen mit dem Dorf Nowyj Mokwyn (Новий Моквин) die Landratsgemeinde Mokwyn (Моквинська сільська рада/Mokwynska silska rada) im Zentrum des Rajons Beresne.
Am 17. Juli 2020 wurde der Ort Teil des Rajons Riwne.

## Geschichte
Der Ort wurde 1564 gegründet und lag bis 1795 als Teil der Adelsrepublik Polen-Litauen in der Woiwodschaft Wolhynien. Danach kam es zum neugegründeten Gouvernement Wolhynien als Teil des Russischen Reiches.
Nach dem Ende des Ersten Weltkrieges wurde der Ort ein Teil der Zweiten Polnischen Republik (Woiwodschaft Wolhynien, Powiat Kostopol, Gmina Bereźne), nach dem Ausbruch des Zweiten Weltkrieges wurde das Gebiet durch die Sowjetunion und ab 1941 durch Deutschland besetzt, 1945 kam es endgültig zur Sowjetunion und wurde in die Ukrainische SSR eingegliedert. 1962 erfolgte dann die Umbenennung in Perschotrawnewoje/Perschotrawnewe (Першотравневое/Першотравневе) in Anlehnung an den Maifeiertag (ukrainisch Перше Травня/Persche Trawnja = Erster Mai), 1964 wurde das Dorf zu einer Siedlung städtischen Typs ernannt, dies jedoch am 27. November 1990 rückgängig gemacht und der Ort am 31. Oktober 1990 wieder rückbenannt. 1991 kam er schließlich zur neu entstandenen Ukraine.